# Alfred de Jancigny
Alfred Du Bois de Jancigny (né le 14 novembre 1824 à Mirecourt  dans les Vosges et mort le 20 novembre 1892 ) est un fonctionnaire français, préfet du Second Empire, et une personnalité catholique d'Évreux.

## Biographie
Alfred de Jancigny est le fils d'Ernest de Jancigny et de Françoise Claudine du Bois de Beauchesne, petit-fils de Jean-Baptiste Dubois de Jancigny.  Il a été élève du Collège Royal Saint-Louis à Paris et il a fait des études pour devenir docteur en droit. Il a épousé sa cousine germaine Yseult du Bois de Beauchesne dont la famille vivait à Évreux.
Auditeur au Conseil d'État en 1849, sous-préfet de Saint-Flour en septembre 1851, de Louviers en 1853 où il est fondateur, avec son maire André Prétavoine, de la société de secours mutuel de la ville, de Mulhouse, en novembre 1857, où il fait construire une église et est nommé chevalier de la Légion d'honneur .
Il devient préfet de l'Ariège en 1864, puis préfet de la Haute-Saône en 1865, et préfet de l'Ain en 1869.
Sa carrière administrative est brisée avec la fin du Second Empire en 1870.
Alfred de Jancigny se retire donc à Évreux où se trouve la famille de sa femme et son meilleur ami Georges L'Hopital à qui s'ajoutera le comte Charles de Maistre, de Beaumesnil (Eure). Il sera très actif avec ses amis pour soutenir les œuvres catholiques.

## Activité militante
Alfred de Jancigny est :
- Fondateur du Comité catholique d'Évreux dont il est nommé président ; ce comité a comme finalité de défendre la religion catholique contre les idées libérales, le matérialisme, la libre pensée, le positivisme - la religion doit être le fondement de la société. Ce comité doit promouvoir des actions pour aider son prochain. Il organise de nombreuses conférences.
- Fondateur de la Société civile, propriétaire de la salle du Comité catholique.
- Fondateur avec Charles de Maistre, de Portzamparc, Odieuvre et Letellier-Aboissette d'un Comité libre de bienfaisance à Évreux remis aux sœurs de Saint Vincent de Paul, à la Miséricorde, avec un fourneau pour les pauvres car le conseil municipal d'Évreux vient de laïciser le bureau de bienfaisance des sœurs.
- Fondateur avec Charles de Maistre de nouveaux comités pour établir des écoles libres où les Frères de la Doctrine Chrétienne et les religieuses peuvent continuer leur enseignement après la laïcisation de leurs écoles.( École Saint Pierre).
- Fondateur sous l'impulsion de Monseigneur Grolleau avec Georges L'Hopital et le comte Charles de Maistre du Collège Saint François de Sales Evreux et administrateur et secrétaire de la société anonyme de ce lycée jésuite.
- Membre du conseil de fabrique de la Cathédrale Notre-Dame d'Évreux

## Publications
- Il écrit régulièrement dans La croix de l'Eure à partir de 1893 sous les pseudonymes de Custos et de Gardavous.
- La domination de la Maison d'Autriche, en Franche-Comté
- Notice sur Malherbes
- Le vice-amiral baron de la Roncière le Noury, Évreux, impr. Hérissey, 1881.
- Georges L'Hopital 1825-1892 Évreux, imprimerie Charles Hérissey, 1893

## Récompenses et distinctions
- Commandeur de l'ordre de Saint-Grégoire-le-Grand (1867)
- Commandeur de l'ordre du Saint-Sépulcre
- Commandeur de l'Ordre de François 1er des deux Siciles
- Officier de la Légion d'honneur (12 août 1866)
- Officier de l'Instruction publique